# Кинкейд, Мейв
Мейв Кинкейд (англ. Maeve Kinkead; род. 31 мая 1946, Нью-Йорк, Нью-Йорк) — американская актриса мыльных опер. Кинкейд добилась наибольшей известности благодаря роли Ванессы Чемберлен в дневной мыльной опере «Направляющий свет», где она снималась с 1980 по 2000 год, а затем возвращалась кратко в 2002, и наконец регулярно с 2005 по 2009 год, вплоть до закрытия шоу. В 1992 году она выиграла дневную премию «Эмми», а в разные годы ещё четырежды номинировалась на награду.
Кинкейд родилась и выросла в Нью-Йорке, где и живёт со своим мужем Гарри Стрипом, братом актрисы Мерил Стрип. Перед «Направляющий свет», с 1975 по 1980 год она снималась в мыльной опере «Другой мир».